# Alexandra Ivanova (Jazzmusikerin)
Alexandra Ivanova (* um 1990 in Österreich) ist eine österreichische Jazzmusikerin (Piano, Komposition) mit bulgarischen Wurzeln.

## Leben und Wirken
Ivanova, Tochter bulgarischer Eltern, erhielt seit ihrem achten Lebensjahr klassischen Klavierunterricht. Bereits mit zehn Jahren begeisterte sie sich für Ragtime-Kompositionen; mit sechzehn Jahren entdeckte sie ihre Leidenschaft für den Jazz und gründete in der Musikschule ihr erstes Trio. Sie fand später im libanesisch-amerikanischen Jazzpianisten und Komponisten Tarek Yamani einen Mentor. Sie studierte parallel Sozialwissenschaften sowie Jazz in Dijon, Paris und England und hat einen Master-Abschluss vom Institut d’études politiques de Paris (Sciences Po Paris).
Ivanova, die mehrere Jahre im Nahen und Mittleren Osten lebte, tourte mit ihrem Trio durch Saudi-Arabien, Europa, Vorderasien und der Karibik. Mit einem Solokonzert trat sie beim Reykjavik Jazz Festival 2020 auf; weiterhin im offiziellen UNESCO Online Education Program am Internationalen Tag des Jazz 2020. Seit 2021 lebt sie in Berlin. 2023 erschien mit ihrem Trio aus Niklas Lukassen und Nathan Ott sowie der Vokalistin Lynn Adib bei Double Moon Records ihr Debütalbum Beauty in Chaos, das sie bei der Eröffnung des Cairo Jazz Festivals vorstellte. Im Folgejahr trat sie mit ihrem Trio bei der Jazzahead 2024 auf. Weiterhin arbeitete sie mit dem Cellisten Uygur Vural.